# Laurentius Borchsenius Stenersen
Laurentius Borchsenius Stenersen (født 27. februar 1843 i Ullensaker, død 6. marts 1921 i Kristiania) var en norsk filolog og numismatiker.
Stenersen blev student 1860, filologisk kandidat 1866 og 1875 universitetsstipendiat i klassisk filologi og arkæologi. Han tog 1877 den filosofiske doktorgrad på afhandligen De historia variisque generibus statuarum iconicarum apud Athenienses (1877). I 1888 blev han professor i klassisk, specielt latinsk, filologi. Afsked som emeritus fik han 1914.
Af hans skrifter kan mærkes: Fidias (1872); En Rejse i Grækenland (1875); Catuls Digtning ... (1887); Udsigt over den romerske Satires forskellige Arter (1887). Fra 1877 var han Bestyrer af universitetets Myntkabinettet; flere norske møntfund er beskrevne af ham. 1881—88 var han Skulpturmuseets direktør og senere medlem af museets bestyrelse.